# Birmanisch-Siamesischer Krieg 1568–1569
Der Birmanisch-Siamesische Krieg 1568–1569 (thailändisch การเสียกรุงศรีอยุธยาครั้งที่หนึ่ง, RTGS Kan-Sia Krung Si Ayutthaya Khrang thi Nueng, „erster Verlust Ayutthayas“) war eine militärische Auseinandersetzung zwischen dem birmanischen Reich Pegu unter der Taungu-Dynastie und dem siamesischen Königreich Ayutthaya im heutigen Thailand.

## Vorgeschichte
Der charismatische und militärisch äußerst erfolgreiche König Bayinnaung von Pegu (thailändisch Hongsawadi) führte in der zweiten Hälfte des 16. Jahrhunderts Birma in einer Vielzahl von Feldzügen zu seiner größten Ausdehnung und machte es zu einem der größten Reiche in der südostasiatischen Geschichte. Er unterwarf 1557/58 die Shan-Staaten und Lan Na im heutigen Nordthailand. 
Nach Bayinnaungs erstem Feldzug gegen Ayutthaya 1563/64 kapitulierte der dortige König Chakkraphat und erkannte die birmanische Oberherrschaft an. Er wurde als Geisel nach Pegu gebracht, wo er sich zum Mönch weihen ließ. In Ayutthaya regierte unterdessen sein Sohn Mahin als Vasall Birmas. In Phitsanulok herrschte Chakkraphats Schwiegersohn Maha Thammaracha über die nördlichen Provinzen Siams, die nicht mehr unter der Kontrolle Ayutthayas standen. Er hatte sich mit Bayinnaung verbündet und erkannte ebenfalls die birmanische Oberherrschaft an.
Nach zwei Jahren in Pegu erlaubte Bayinnaung Chakkraphat, auf Pilgerreise nach Siam zu gehen. Dort angelangt, legte er jedoch die Mönchsrobe ab und setzte sich wieder auf den Thron. Er versuchte, die birmanische Oberherrschaft abzuschütteln. Hierzu strebte er ein Bündnis mit Lan Xang (im heutigen Laos) an, das 1565 ebenfalls von Bayinnaung unterworfen worden war. Er bot dem dortigen König Setthathirath seine Tochter Thepkasattri als Frau an (die er ihm zuvor verweigert hatte, weil sie zu jung sei). Maha Thammaracha von Phitsanulok sabotierte diese Allianz jedoch, indem er Thepkasattri (seine Schwägerin) auf dem Weg von Ayutthaya nach Vientiane entführen ließ.
Laut dem niederländischen Chronisten Jeremias Van Vliet war es auch Maha Thammaracha, der dem birmanischen König Bayinnaung riet, einen erneuten Feldzug gegen Ayutthaya zu führen. Er kommandierte anschließend einen Teil des birmanischen Heeres, das zudem Phitsanulok als Basis für seinen Angriff nutzen konnte.

## Verlauf
Bayinnaung sandte diesmal eine „gewaltige multiethnische Streitmacht“ – gespeist aus den Staaten, die Bayinnaung zuvor unterworfen hatte – zur Eroberung von Ayutthaya. Die Truppen rückten sowohl von Westen (dem eigentlichen Birma) als auch von Norden (Lan Na und Phitsanulok) auf die siamesische Hauptstadt vor und stießen dabei auf wenig Widerstand. Die Birmanen und ihre thailändischen Verbündeten belagerten die gut gerüstete Hauptstadt über zehn Monate. In dieser Zeit starb der schwer kranke König Chakkraphat und sein Sohn Mahin bestieg erneut den Thron. Dieser erwies sich als eher zögerlicher Feldherr. Lan Xang sandte ein Entsatzheer zur Unterstützung Ayutthayas, dieses wurde jedoch bei Phetchabun von den Truppen Maha Thammarachas geschlagen.
Am 8. August 1569 öffneten Verräter innerhalb Ayutthayas – Verbündete des Maha Thammaracha – die Tore und die Angreifer konnten die Stadt einnehmen.

## Auswirkungen

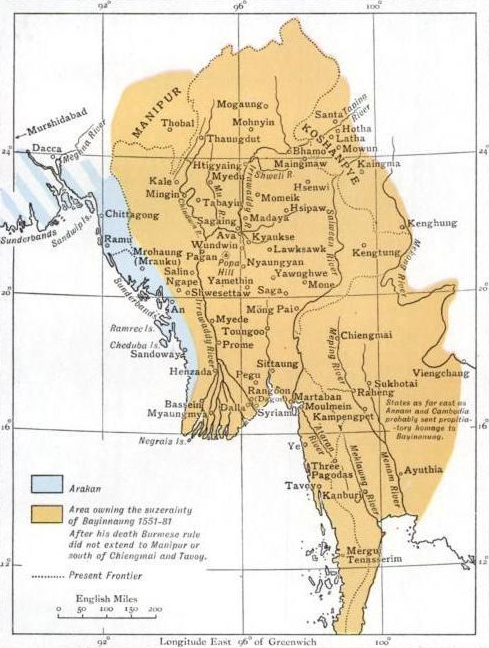
Ausdehnung der birmanischen Oberherrschaft beim Tod Bayinnaungs

Anders als bei der Kapitulation von 1564, plünderte das birmanische Heer Ayutthaya diesmal ausgiebig. Laut birmanischen Chroniken nahm jede der 54 Brigaden eine oder zwei Wagenladungen an Beutegut wie Gold, Silber und Kleider mit sich. Zudem wurden Buddha- und Götterstatuen (darunter solche, die Siam seinerseits 1431/32 aus Angkor erbeutet hatte), königlicher Schmuck und goldenes Gerät, das am Hof in Gebrauch war, nach Pegu gebracht. Mitglieder der siamesischen Elite, darunter der bisherige König Mahin, verschleppten die Birmanen als Geiseln nach Pegu. Mahin starb auf dem Weg dorthin. Zehntausende siamesische Untertanen wurden als Arbeitskräfte nach Birma deportiert oder als Soldaten in das birmanische Heer eingezogen. Einen Transfer dieses Ausmaßes von sowohl Personal als auch Symbolen königlicher Macht aus einer Hauptstadt in eine andere hatte es nie zuvor in der Geschichte Südostasiens gegeben. Pegu war infolge dieses Krieges nach China das zweitgrößte, -reichste und -mächtigste Reich in Asien.
Der bisherige Vizekönig von Phitsanulok, Maha Thammaracha, wurde als birmanischer Vasall neuer König von Siam. Um seine Befestigungen, Arbeitskräfte, wehrfähige Bevölkerung und Bedeutung als Handelsmacht beraubt, musste Ayutthaya während der folgenden 15 Jahre die Oberherrschaft Pegus anerkennen. Die Prinzen Naresuan und Ekathotsarot (Söhne des neuen Königs Maha Thammaracha), die bereits seit 1564 als Geiseln am Hof von König Bayinnaung weilten, setzten dort ihre Ausbildung als Pagen fort. Sie studierten dabei auch die birmanische Kriegsführung, was sie später zur Befreiung ihres Landes einsetzten. Ihre Schwester Suphankanlaya, das älteste Kind Maha Thammarachas, wurde 1571 eine Nebenfrau des birmanischen Königs Bayinnaung. Im Gegenzug konnten Naresuan und Ekathotsarot nach Siam zurückkehren. 
Der 16-jährige Naresuan wurde von seinem Vater als Vizekönig in Phitsanulok eingesetzt. Er und sein Vater ließen in der Folgezeit ihre Städte wieder befestigen und verstärkten ihre Heere. Bayinnaung starb 1581, sein Sohn Nandabayin erwies sich als schwächer und war damit überfordert, das riesige Reich zusammenzuhalten. Naresuan kündigte ihm 1584 die Vasallentreue und schüttelte im folgenden Krieg bis 1593 die birmanische Oberherrschaft ab.